# Athyroglossa
Athyroglossa Loew, 1860 è un genere di insetti della famiglia degli Ephydridae (Diptera: Schizophora).

## Descrizione
Gli adulti sono insetti di piccole dimensioni, con livrea generalmente di colore nero e lucente. 
Il capo ha antenne provviste di arista pettinata. Presenti due setole fronto-orbitali, una proclinata e una reclinata, e setole pseudopostocellari ridotte, il resto della chetotassi della regione frontale e cervicale è nella norma. Ai lati della faccia sono presenti due serie simmetriche verticali di brevi setole facciali, parallele alle parafacce. Gene cosparse di setole chiare.
La chetotassi del torace è caratterizzata dalla presenza di due setole notopleurali, dall'assenza di setole dorsocentrali presuturali e dall'assenza di setole acrosticali prescutellari. Ali con regione anale ben distinta e alula stretta. Costa lunga, estesa fino alla terminazione della media. Zampe posteriori con femori non ingrossati e provvisti di una robusta setola sul lato posteriore-ventrale.
L'addome presenta i tergiti 2-4 uniformemente larghi e rivestitida un microtomento. L'addome dei maschi ha l'epandrio conformato a U rovesciata e cerci ben sviluppati.

## Sistematica
In passato incluso nella sottofamiglia delle Psilopinae, è stato inserito dopo la revisione della sistematica della famiglia (Zatwarnicki, 1992) nella sottofamiglia delle Gymnomyzinae. Insieme a Mosillus è il genere di maggiore importanza storica nell'ambito della tribù dei Gymnomyzini.
La maggior parte delle specie si ripartisce fra due sottogeneri, anche se vi sono alcune specie per le quali non si fa riferimento alla posizione:
- Athyroglossa Loew, 1860 (=Ochtheroidea Williston, 1896)
- Parathyroglossa Hendel, 1931 (=Parathroglossa Hendel, 1931, Stranditrichoma Duda, 1942).

Il sottogenere tipo si distingue per la presenza di 3-7 peli spiniformi sulla faccia posteriore dei femori anteriori, per i peli dell'arista relativamente lunghi e per la distribuzione irregolare dei microtrichi acrosticali. Caratteri opposti sono presenti, invece, in Parathyroglossa.

## Specie e distribuzione
Il Biosystematic Database of World Diptera segnala come validi i nomi di 32 specie, ma una di queste, A. schineri, è stata ridotta da Mathis & Zatwarnicki (1990) a sinonimo minore di A. flaviventris.
Il genere è diffuso in tutto il mondo, con una maggiore frequenza in America, Europa e Africa:
- Athyroglossa lindneri Wirth, 1964: AF
- Athyroglossa melanderi Cresson, 1922): NE
- Athyroglossa nigripes Miyagi, 1977: PA
- Athyroglossa nitida Williston, 1896: NT
- Athyroglossa nudiuscula Loew, 1973: PA (=A. brunnimana Czerny & Strobl[3])
- Athyroglossa rivalis Miyagi, 1977: PA
- Athyroglossa similis (Cresson, 1918): NT
- Athyroglossa sulcata (Hendel, 1930): NT
- Athyroglossa tectora Cresson, 1926: NT
- Athyroglossa (Athyroglossa) argyrata Hendel, 1931: AF PA
- Athyroglossa (Athyroglossa) atra (Williston, 1896): NT
- Athyroglossa (Athyroglossa) barrosi Brethes, 1919: NT
- Athyroglossa (Athyroglossa) cressoni Wirth, 1970: NE
- Athyroglossa (Athyroglossa) dinorata Mathis & Zatwarnicki, 1990: NE
- Athyroglossa (Athyroglossa) dubia (Williston, 1896): NT
- Athyroglossa (Athyroglossa) evidens Cresson, 1925: AU
- Athyroglossa (Athyroglossa) fascipennis (Cresson, 1918): NT
- Athyroglossa (Athyroglossa) flaviventris (Meigen, 1830): PA (=A. schineri Séguy, 1934)
- Athyroglossa (Athyroglossa) freta Cresson, 1925: AU OR
- Athyroglossa (Athyroglossa) glabra (Meigen, 1830): NE PA
- Athyroglossa (Athyroglossa) glaphyropus Loew, 1878: NE NT
- Athyroglossa (Athyroglossa) granulosa (Cresson, 1922): NE NT
- Athyroglossa (Athyroglossa) kaplanae Mathis & Zatwarnicki, 1990: PA
- Athyroglossa (Athyroglossa) laevis (Cresson, 1918): NE NT
- Athyroglossa (Athyroglossa) lucida Canzoneri & Meneghini, 1969: AF
- Athyroglossa (Athyroglossa) metallica Canzoneri & Meneghini, 1969: AF
- Athyroglossa (Athyroglossa) semiseriata Canzoneri & Meneghini, 1969: AF
- Athyroglossa (Athyroglossa) transversa Sturtevant & Wheeler, 1954: NE
- Athyroglossa (Parathyroglossa) africana (Wirth, 1955): AF
- Athyroglossa (Parathyroglossa) ordinata Becker, 1896: NE PA
- Athyroglossa (Parathyroglossa) scabra Cresson, 1925: AU

In Europa sono segnalate tre specie di Athyroglossa (A. flaviventris, A. glabra e A. nudiuscula) e una di Parathyroglossa (A. ordinata). A. flaviventris e nudiuscula sono specie europee presenti anche nel Medio Oriente, mentre A. glabra ha ampia distribuzione, con areale esteso al Neartico, al Nordafrica e al Paleartico orientale. A. ordinata, infine, è specie esclusivamente paleartica diffusa oltre che in Europa, nel Nordafrica e in Asia.
Le quattro specie sono presenti anche nell'Italia settentrionale e peninsulare. A. glabra e A. ordinata sono presenti anche in Sicilia. Il genere risulta invece del tutto assente in Sardegna